# توماس جاي كينيدي
توماس جاي كينيدي (بالإنجليزية: Thomas Kennedy)‏ هو منافس ألعاب قوى أمريكي، ولد في 28 سبتمبر 1884 في كارلتون بلاس في كندا، وتوفي في 9 يناير 1937.

## وصلات خارجية
- توماس كينيدي على موقع أوليمبيديا (الإنجليزية)